# Matelis
Matelis ist ein litauischer männlicher Familienname.

## Herkunft
Der Familienname ist abgeleitet vom litauischen männlichen Vornamen Matas und ist als Diminutiv ein Kosename.

## Weibliche Formen
- Matelytė (ledig)
- Matelienė (verheiratet)

## Namensträger
- Arūnas Matelis (* 1961), Filmregisseur
- Bronislovas Matelis (* 1961), Journalist und Politiker, Mitglied des Seimas